# Remigius van Reims

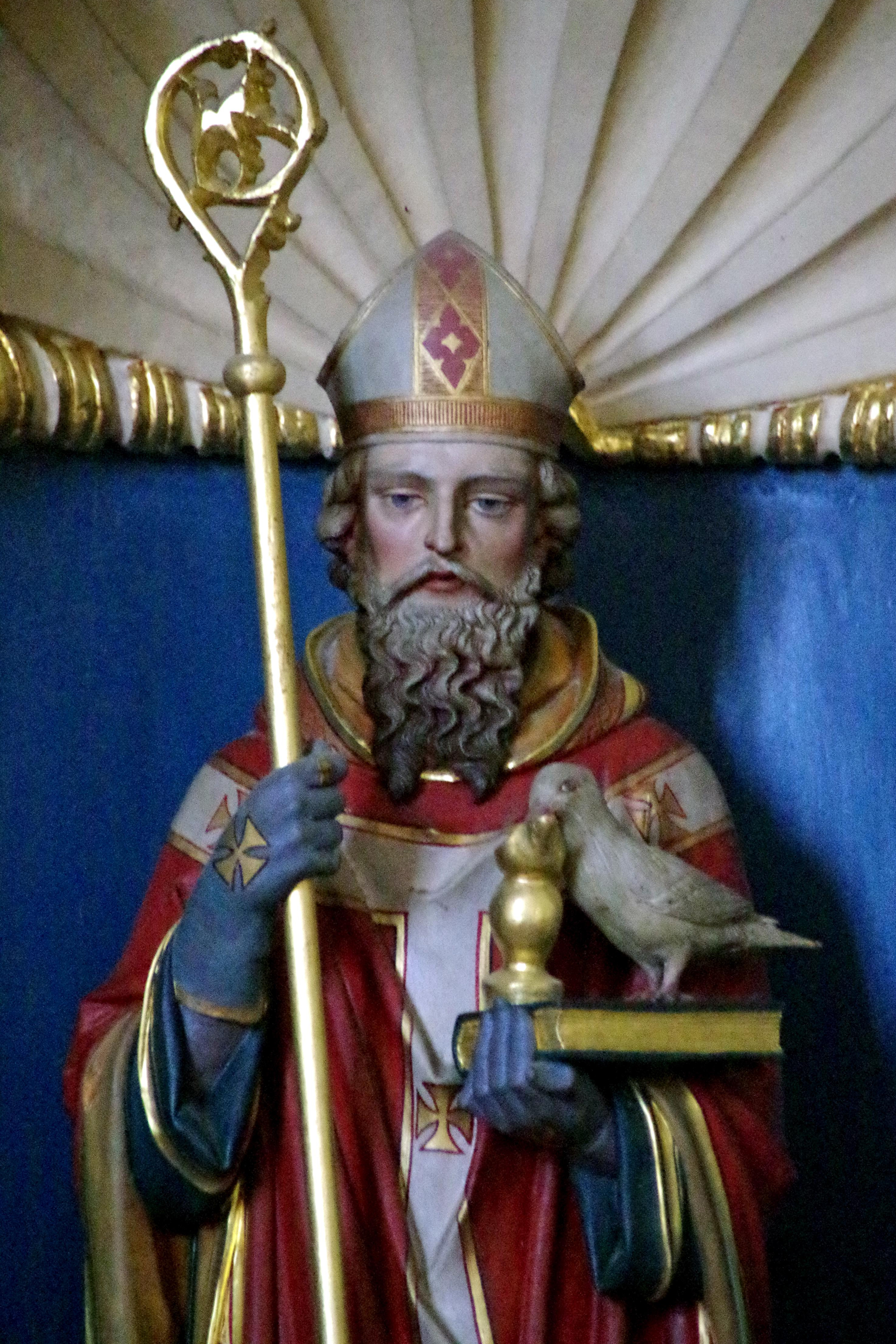
Standbeeld van Remigius met de duif en het flesje

Remigius van Reims (verouderd: Sint-Remijs; Frans: Saint Remi) (±437–533) was de 15e bisschop van Reims. In de Rooms-Katholieke Kerk wordt hij herdacht als een heilige.

## Leven
Remigius werd geboren in het Noord-Franse Cerny-en-Laonnois. Zijn familie hing het Rooms-katholicisme aan, dat sinds keizer Theodosius I gold als staatsgodsdienst van het Romeinse Rijk. Wellicht volgde hij kerkstudies, alvorens hij op 22-jarige leeftijd door de paus gewijd werd tot nieuwe bisschop van Reims (458). Hij zou maar liefst 74 jaar lang bisschop zijn.
Na de dood van Flavius Aëtius (454) namen de Salische Franken vanuit Toxandrië bezit van de gebieden tot ongeveer de Canche. Ze hingen het ariaanse christendom aan, en bleven vasthouden aan allerhande Germaanse overtuigingen en tradities. De bisschoppelijke instanties te Amiens, Vermand, Reims en Maastricht lagen te ver weg om het katholicisme in stand te kunnen houden. Zodra Reims opgenomen was in het Frankische Rijk, ten gevolge van de Slag bij Soissons (486), greep Remigius in. In samenspraak met de paus zorgde hij voor de oprichting van twee suffragane bisdommen: Doornik en Atrecht. Het katholicisme herwon hierdoor aan aanwezigheid en aanzien.
In de Historia Francorum komt Remigius naar voren als de voornaamste bisschop in het vroege Frankische Rijk. Toen koning Clovis overstapte naar het katholicisme, diende Remigius hem het doopsel toe. Dit gebeurde op een eerste kerstdag, ergens tussen 496 en 508. In navolging van de koning werden diezelfde dag drieduizend edellieden gedoopt door Remigius en zijn pastoors. De gebeurtenis was een eerste succes in de kerstening van de Frankische gemeenschappen. Bisschop Hincmar van Reims bestempelde Remigius later als "de apostel der Franken".
Van Remigius is een brief bekend aan bisschop Falco van Maastricht, gedateerd in 511/512. Hij overleed op 13 januari 533; deze dag is in het Martyrologium Romanum vastgelegd als zijn feestdag. In de Nederlanden sprak men vroeger van Sint-Remijsdag. In Maastricht werden op die dag de ambten binnen het stadsbestuur en de ambachten overgedragen, en gingen nieuwe wetten van kracht. Remigius werd begraven in een kapel buiten Reims, de latere abdij van Saint-Remi. Zijn herbegraving ("translatie") binnen de abdij wordt in het aartsbisdom Reims nog herdacht op 1 oktober.
In de Benelux, Frankrijk en Duitsland zijn tientallen kerken gewijd aan Remigius, zie Sint-Remigiuskerk. In de beeldende kunst wordt hij herkenbaar gemaakt met een attribuut dat verwijst naar zijn belangrijkste verwezenlijking: het doopsel van koning Clovis. Tijdens deze gebeurtenis zou een duif neergedaald zijn met een flesje heilige olie in zijn snavel. Verder wordt hij gewoonlijk afgebeeld met de typische bisschopsstaf en mijter.

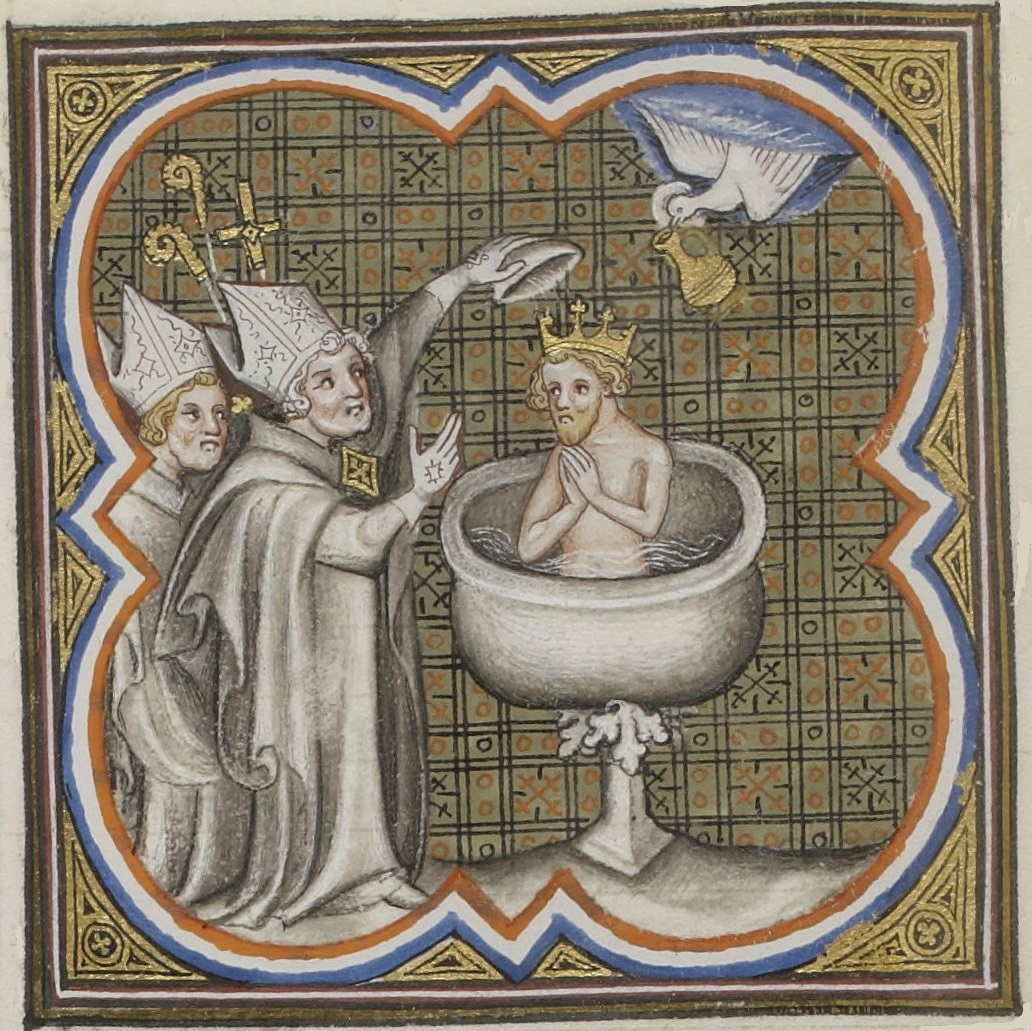
De doop van Clovis door Remigius
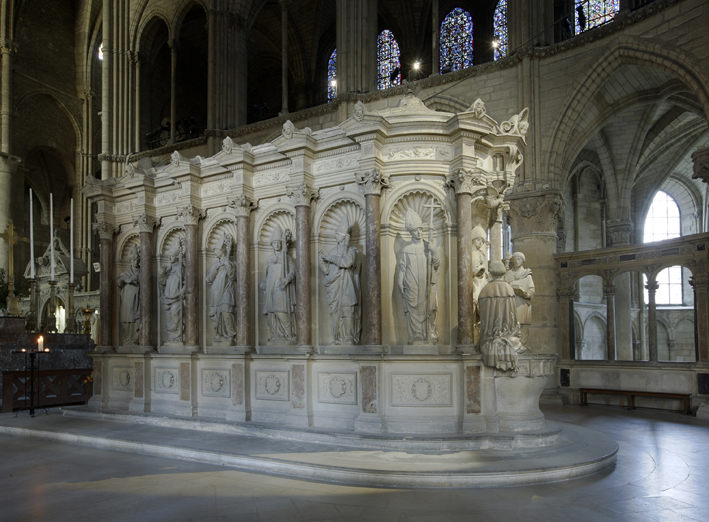
Graftombe in de abdij van Saint-Remi
Remigius op het wapen van Baarle-Hertog